# Pontmitteltor

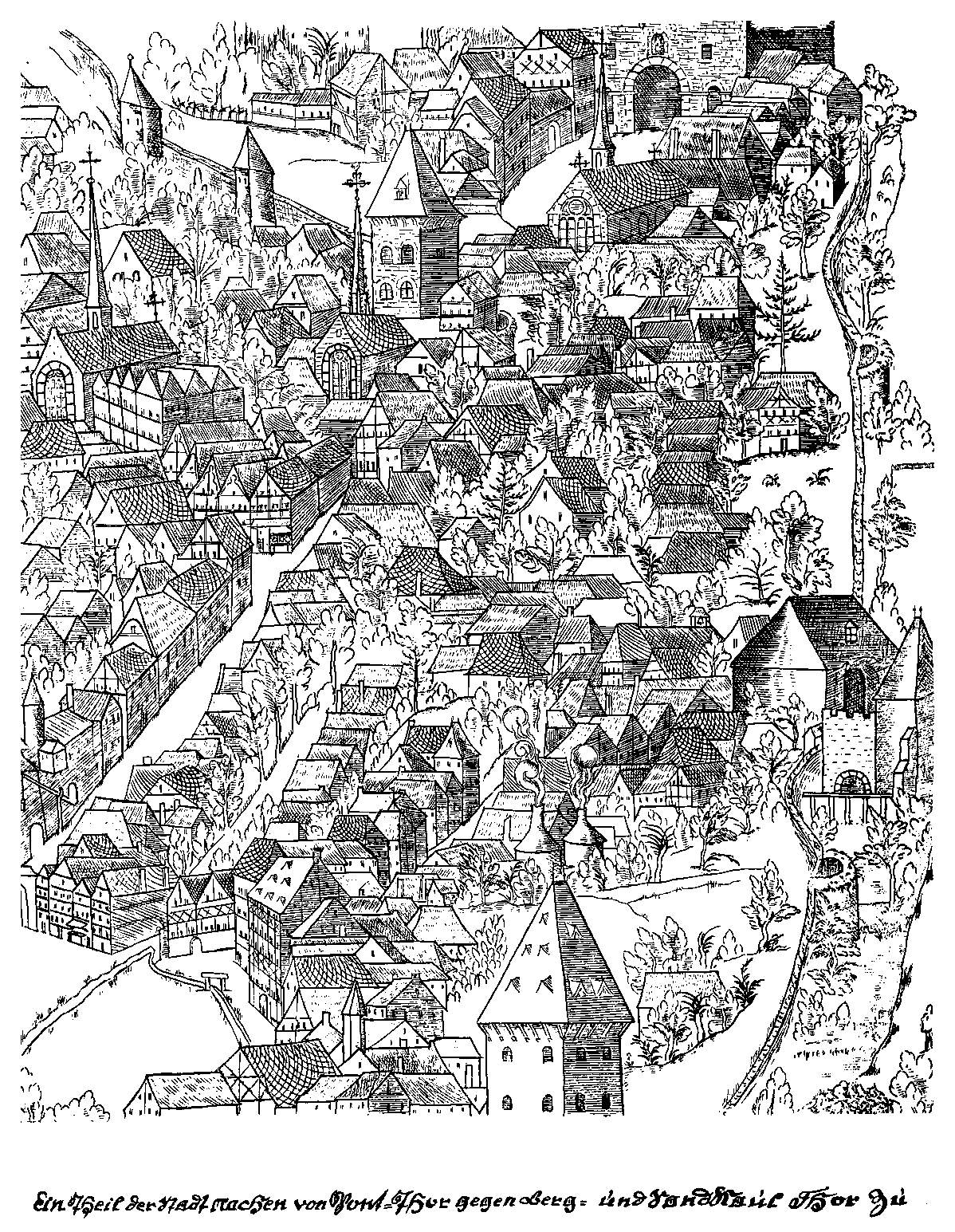
Das Pontviertel, Kupferstich von 1566. Etwas oberhalb der Bildmitte der Turm des Pontmitteltors, oben rechts das Ponttor.

Das Pontmitteltor war ein Stadttor der inneren Stadtmauer von Aachen.
Die Toranlage wurde durch ein Vierkanttor mit einem barbakanähnlichen Vorbau gebildet, um die an dieser Stelle morphologisch tiefer gelegene Stadt besser verteidigen zu können. Das Pontmitteltor war nach der Errichtung der äußeren Aachener Stadtmauer für die Verteidigung der Stadt weitgehend nutzlos geworden und wurde vermutlich bereits teilweise in der zweiten Hälfte des 18. Jahrhunderts zusammen mit großen Teilen der inneren Stadtmauer niedergelegt. Der endgültige Abriss der gesamten Toranlage erfolgte während der französischen Besetzung zwischen 1803 und 1807.
Neben dem Pontmitteltor entstand im 14. Jahrhundert die Deutschordenskommende St. Aegidius.